# Matthias Zágon Hohl-Stein

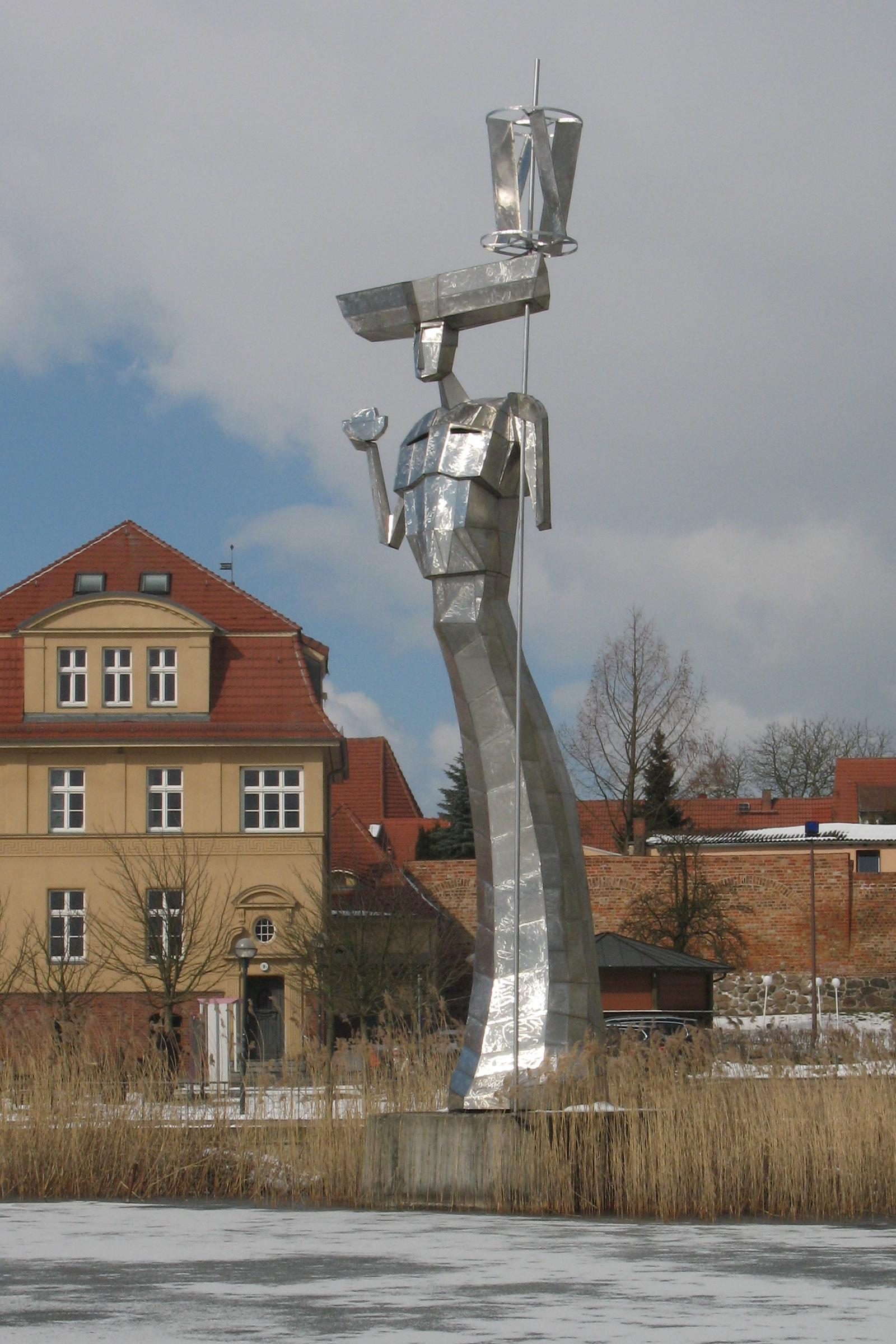
Parzival (Edelstahl) in Neuruppin Matthias Zágon Hohl-Stein (2013)

Matthias Zágon Hohl-Stein (* 1952 in Koblenz) ist ein deutscher Bildhauer, Maler und Grafiker.

## Leben
1968 machte er eine Schlosserlehre und begann 1972 eine Lehre als Werbe- und Schriftmaler, 1976 ein Studium als Kunsterzieher. Ab 1978 war er als Grafiker am Hans Otto Theater in Potsdam tätig. Seit 1987 ist er freischaffend. Als kritischer Künstler von den DDR-Behörden in seinem Schaffen eingeschränkt arbeitete er in den Jahren 1979–1984 für die Stephanus-Stiftung in Berlin-Weißensee. In dieser Zeit schuf er zahlreiche Plakate und Grafiken für die diakonische Arbeit der christlichen Stiftung.
1992 wechselte er von seinem Atelier in Berlin-Wedding nach Karwe (Neuruppin), wo sich nunmehr die Werkstatt und Galerie des Künstlers in der Alten Schäferei befindet. Seit 2009 hat er ein neues Atelier in Lichtenberg (Neuruppin).
1984 gewann er den 1. Preis im Künstlerwettbewerb „Überwindung der Mauer durch Bemalung der Mauer“.

### Politisches Engagement

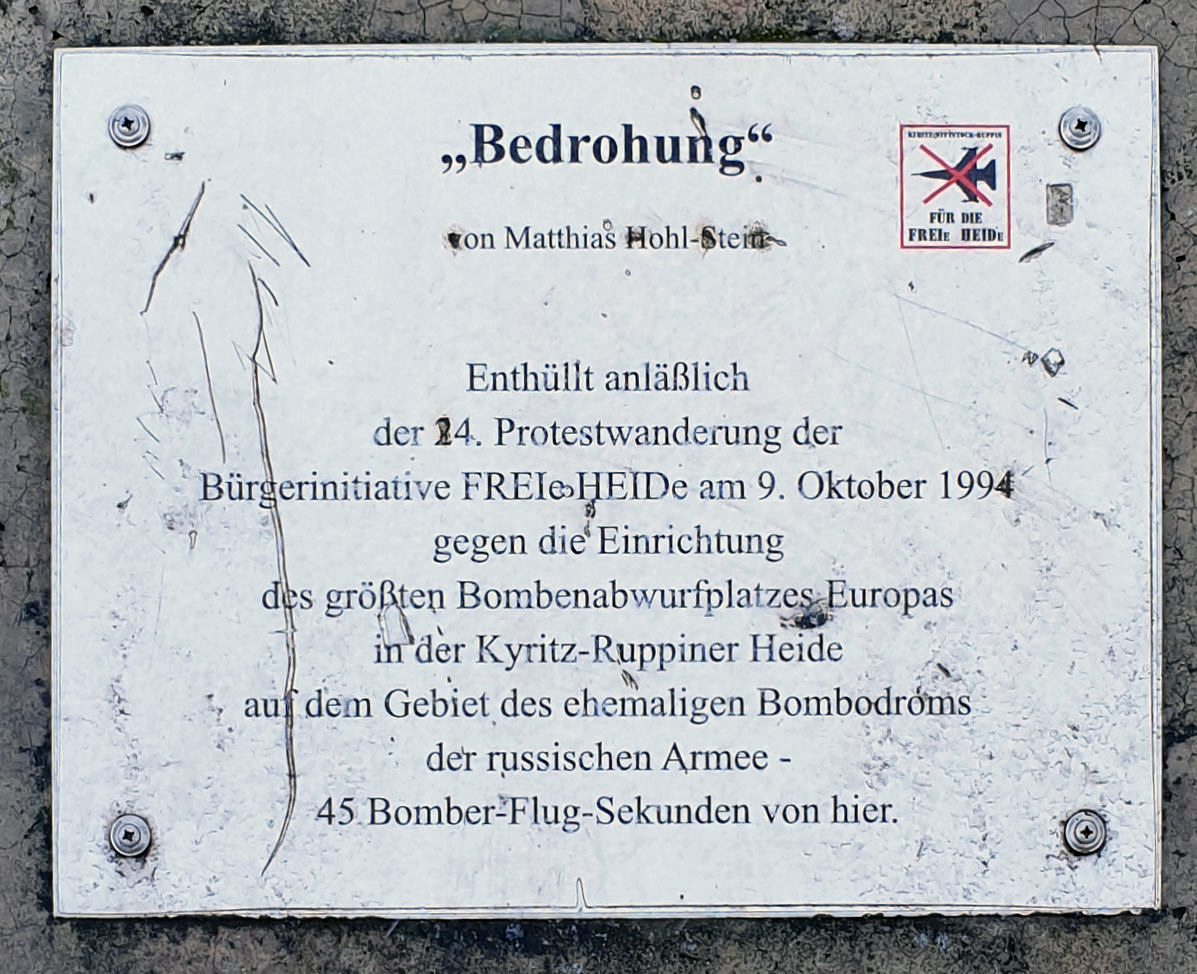
Skulptur Kirchplatz (Neuruppin) Bedrohung Matthias Zágon Hohl-Stein

Matthias Zágon Hohl-Stein und sein Künstlerkollege Hans-Herman Degener setzten sich nach der Wiedervereinigung immer wieder für eine FREIe HEIDe (gleichnamige Bürgerinitiative) ohne einen Bombenabwurfplatz der Bundeswehr in der Kyritz-Ruppiner Heide ein.

## Teilnahme an Ausstellungen
- 1996 und 2000 Generalkonsulat der Bundesrepublik Deutschland in New York
- 1997 Deutsche Botschaft in Athen
- 1997 Quadrinum in Düsseldorf
- 1998 Katholische Akademie in München
- 1999 Technogerma in Djakarta
- 2000 Retrospektive Osramhallen in Berlin
- 2008 Franckesche Stiftungen in Halle
- 2009 Staatskanzlei in Potsdam

## Werke
- Big Wheel (1993), Berlin
- „Parzival I“ (Stahl, 1994) an der Temnitzkirche in Temnitzquell-Netzeband
- Bedrohung (1995), Neuruppin
- Kopernikus (1996), Berlin
- „Parzival am See“ (Stahl, 1998) in Neuruppin
- Collagen zum Buch „Dorrit Fischer: Brennpunkt: Die Bibel, Bd. 1, Gottes unbekanntes Buch – Ein Wegweiser durch die Bibel“, Evangelische Haupt-Bibelges., 1998, ISBN 3-7461-0137-9
- „Wassermann“ (Stahl, 1999) in Neuruppin
- „Seeschlacht“ zwischen Zieten und Knesebeck (Stahl, 2000) an der Uferpromenade in Wustrau
- „Urparzival“ (Eiche, 2000) DBB-Forum, Friedrichstraße Berlin, vis-a-vis Lafayette
- Gaslicht (2003), Neuruppin
- Bürgerbaum (2004), Dersum
- Urparzival (2004), Berlin
- Fontanewortspiel (2005), Neuruppin
- Wasserspiel (2006), Neuruppin
- „Das Gespräch“ (Stahl, 2007) an den Ruppiner Kliniken
- „Miniatur des Parzivals“ (Stahl) im Teich an den Ruppiner Kliniken
- „Bücherturm von Niederlangen“ (Stahl, 2014) an der Alten Schule Niederlangen (Holländische Grenze)
- Wichmann von Arnstein (Stahl, enthüllt am 4. Mai 2019) in Neuruppin[3][4]

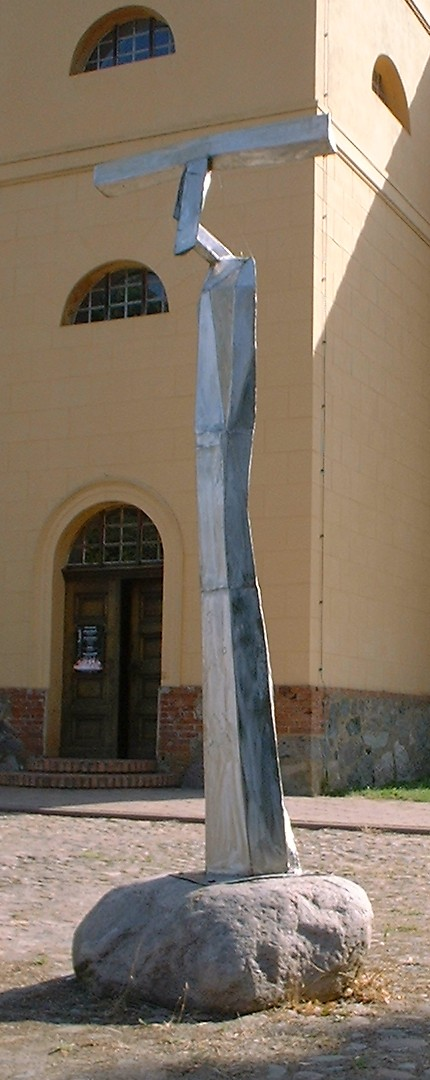
„Parzival I“ in Temnitzquell-Netzeband
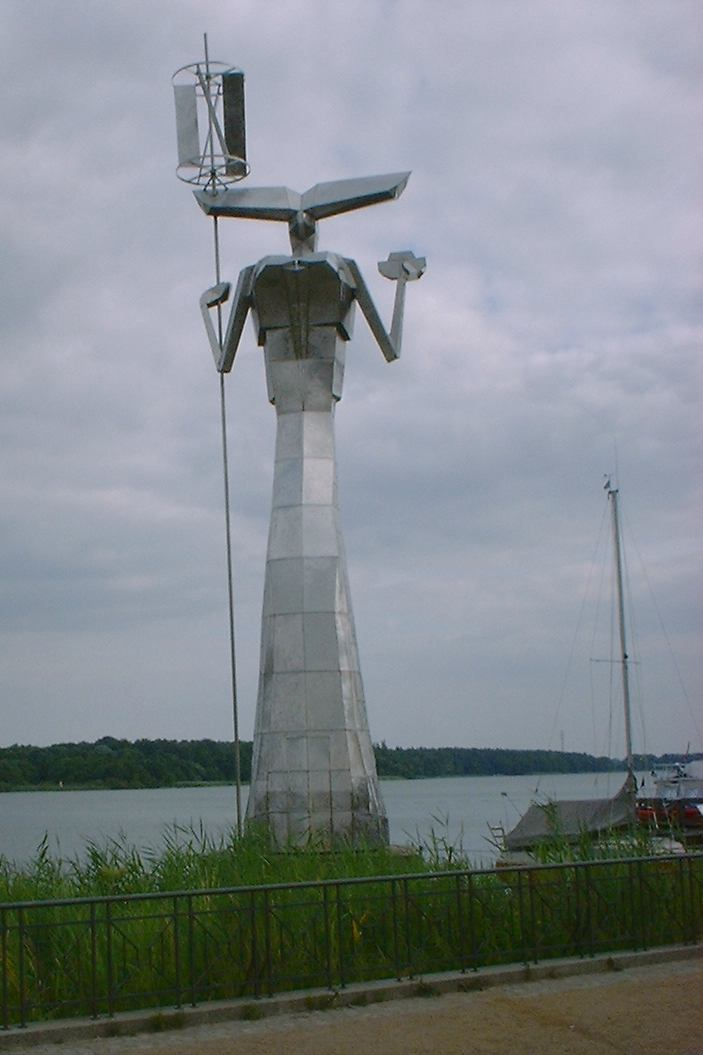
Parzival am See (Stahl, 1998) in Neuruppin
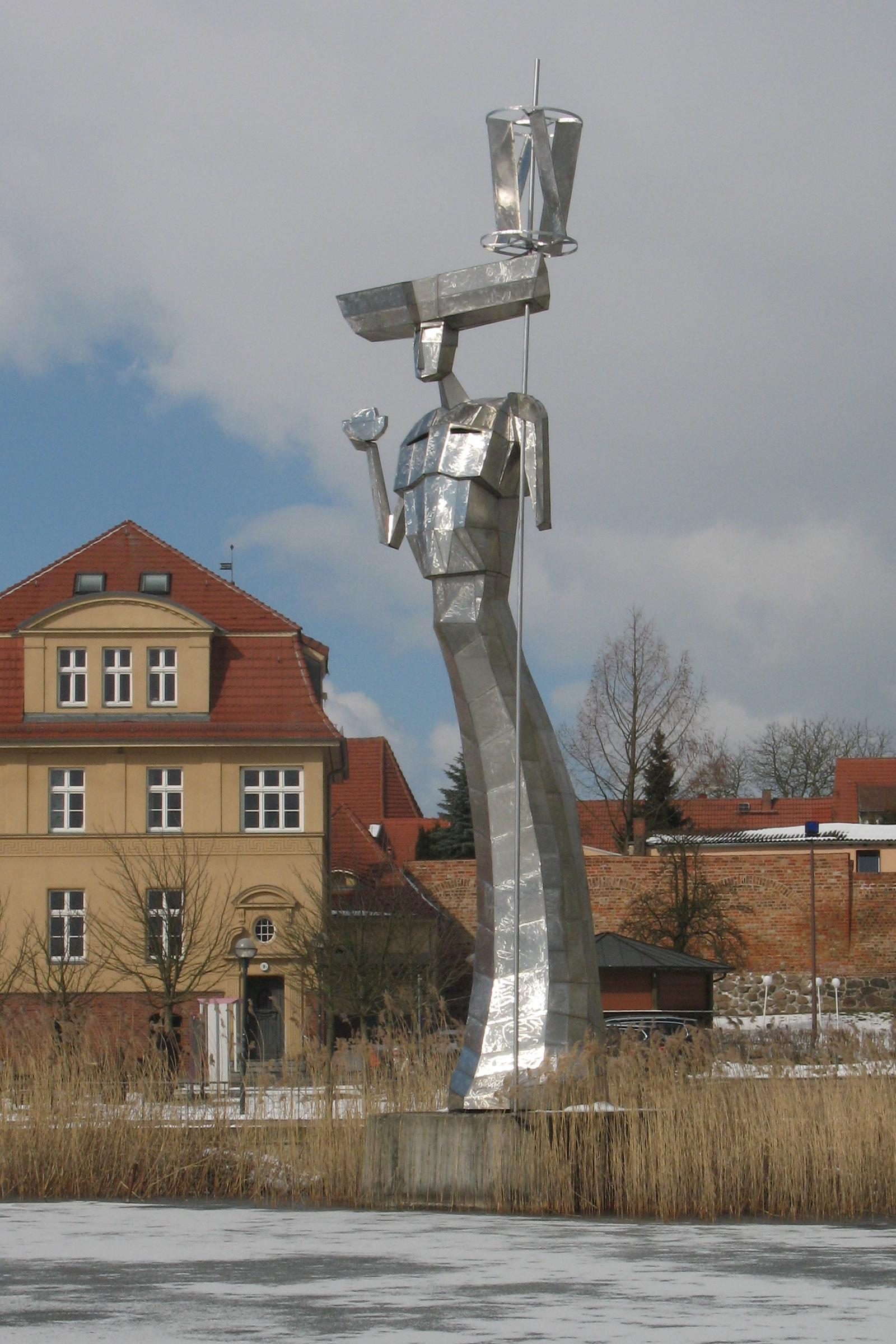
Parzival am See
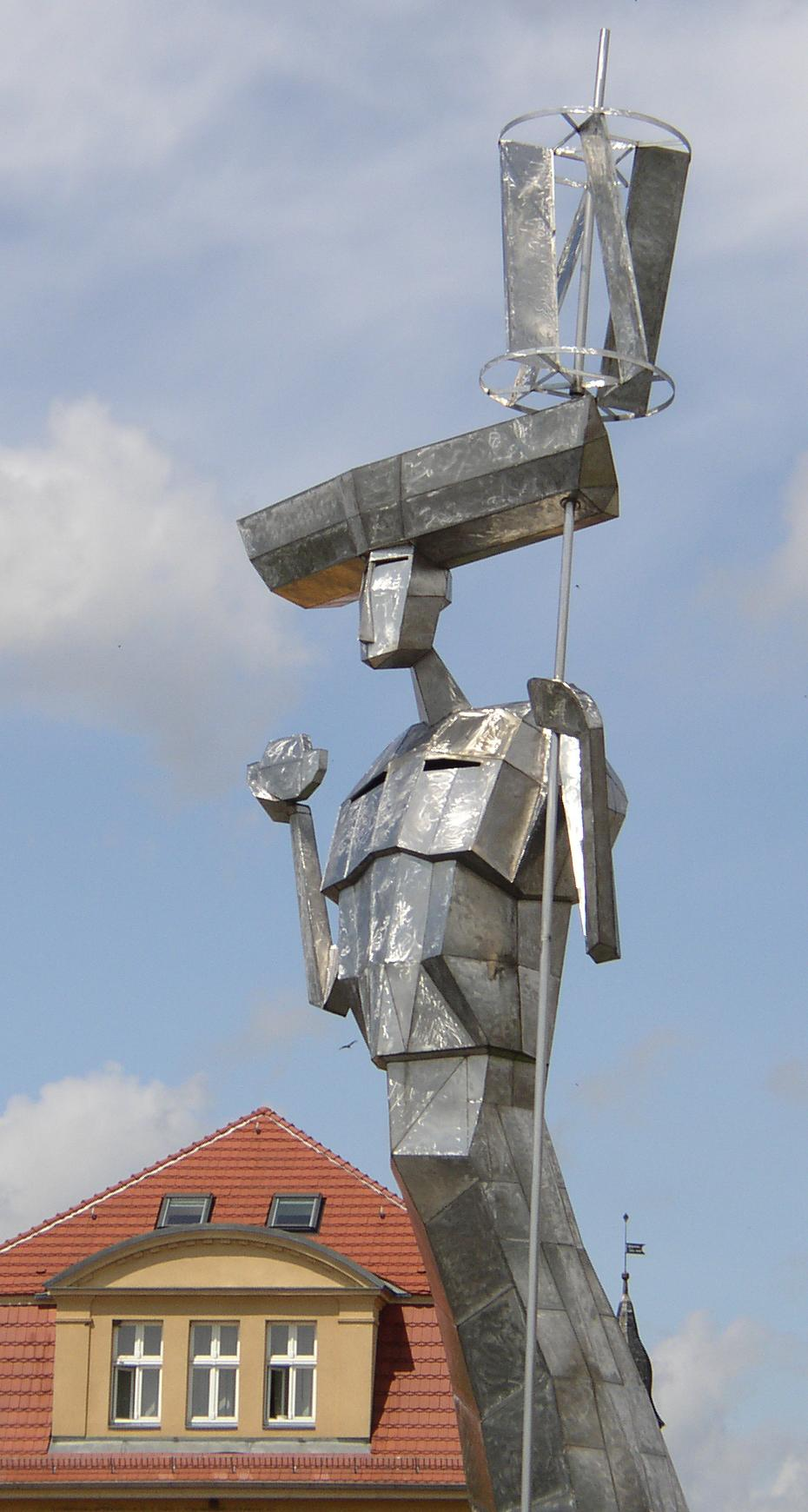
Parzival am See (Detail)
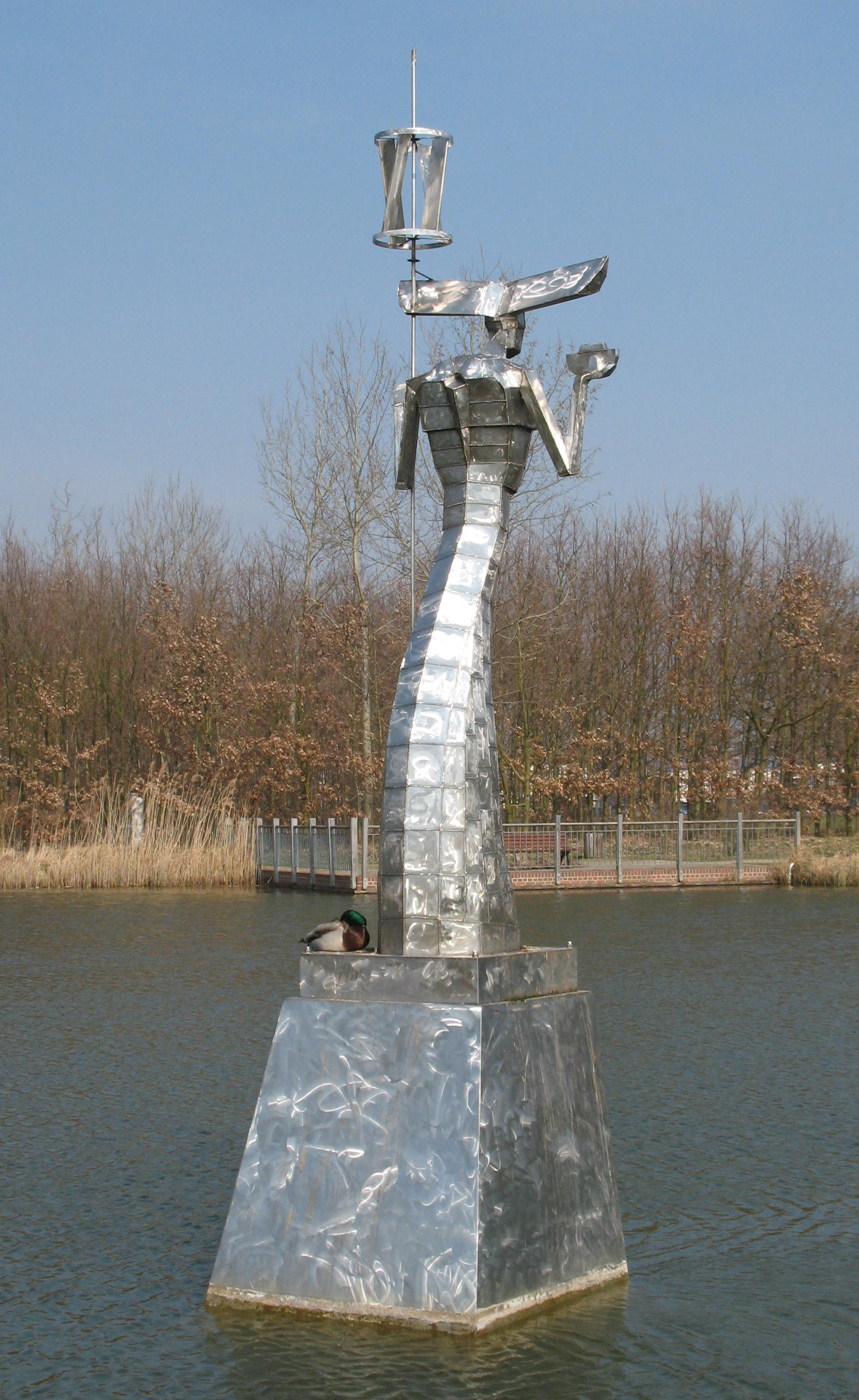
Miniatur-Parzival an den Ruppiner Kliniken
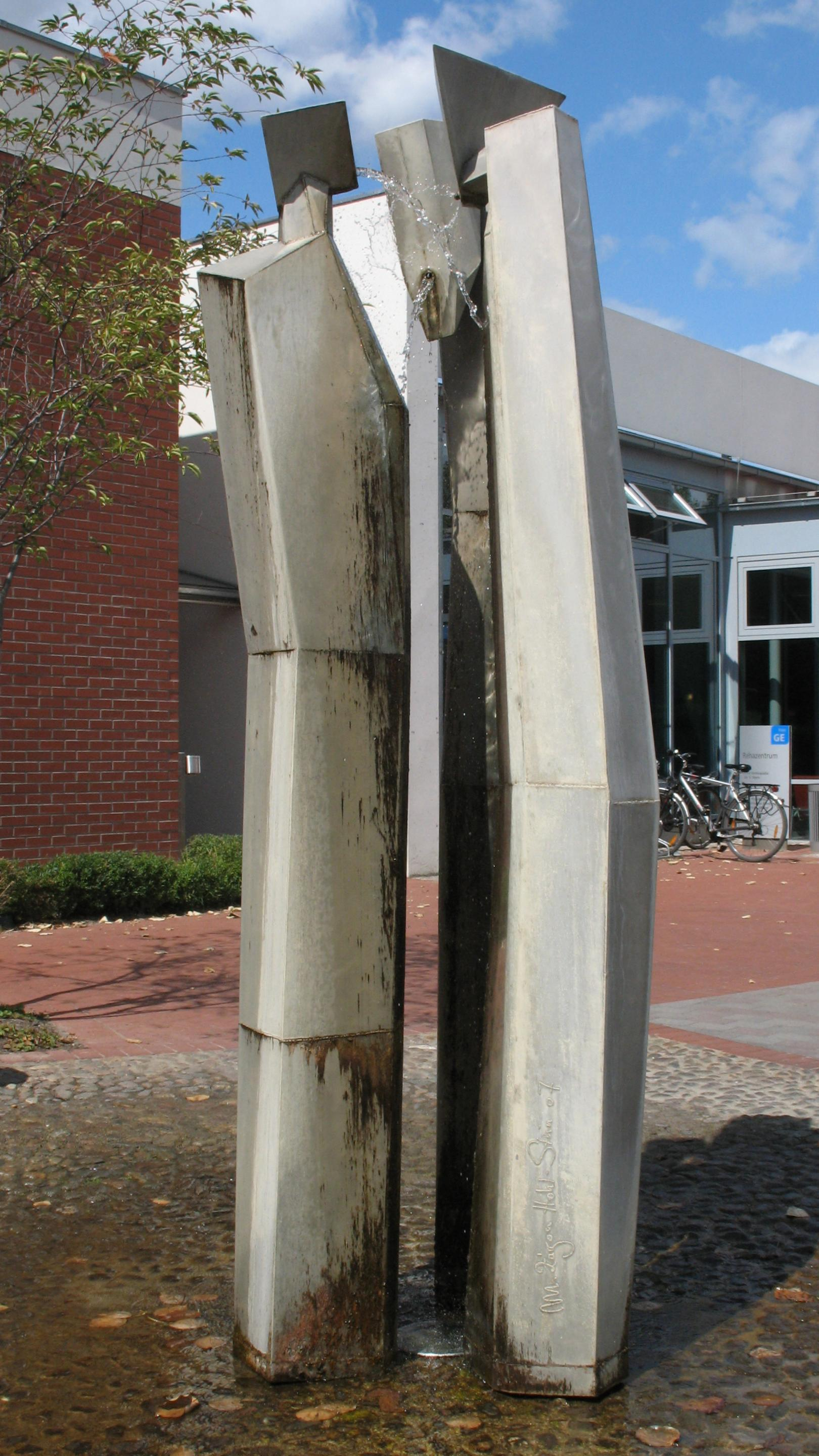
„Das Gespräch“ an den Ruppiner Kliniken
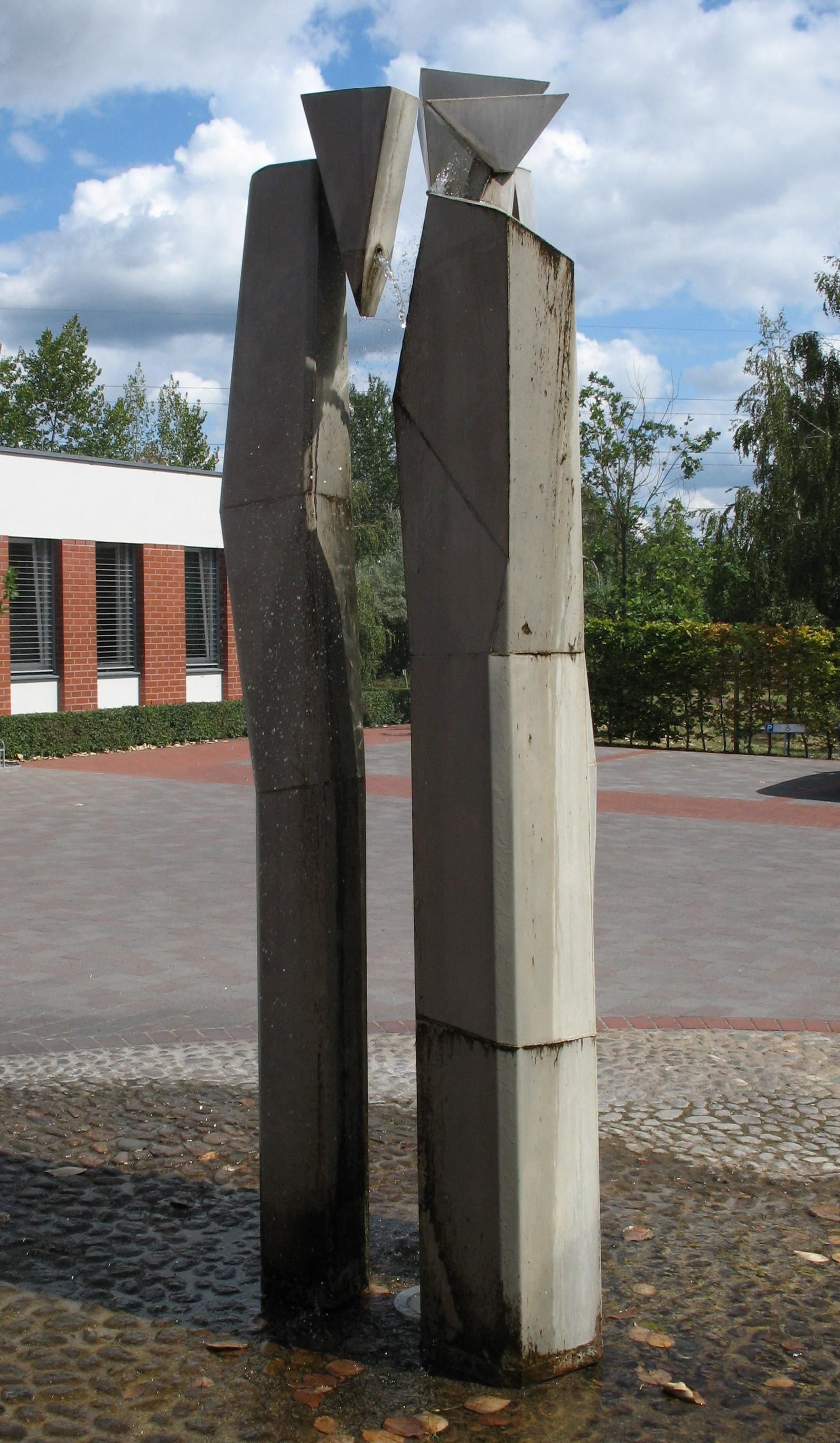
„Das Gespräch“ an den Ruppiner Kliniken
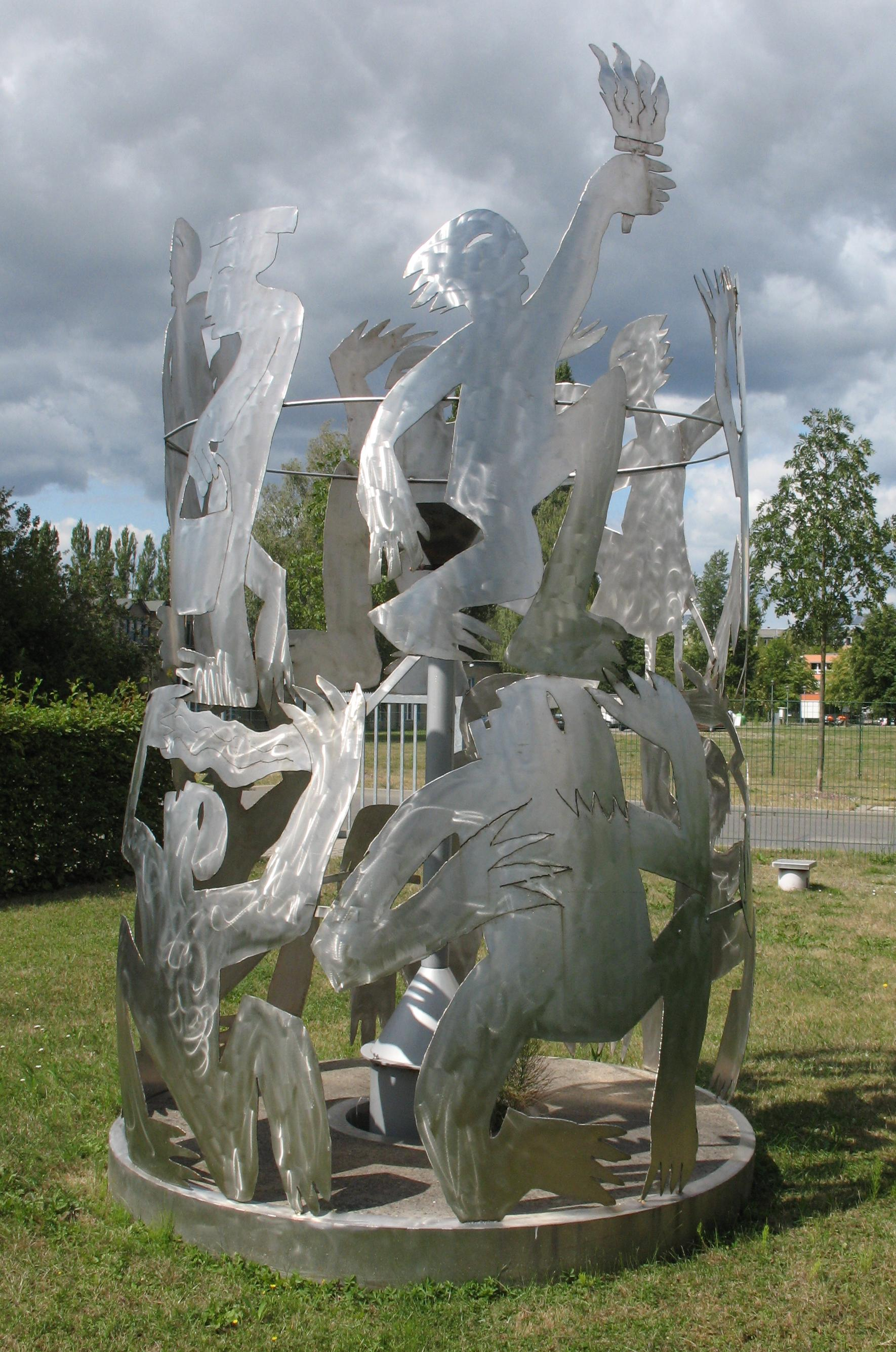
Blechschnitte (2002) an den Stadtwerken in Neuruppin
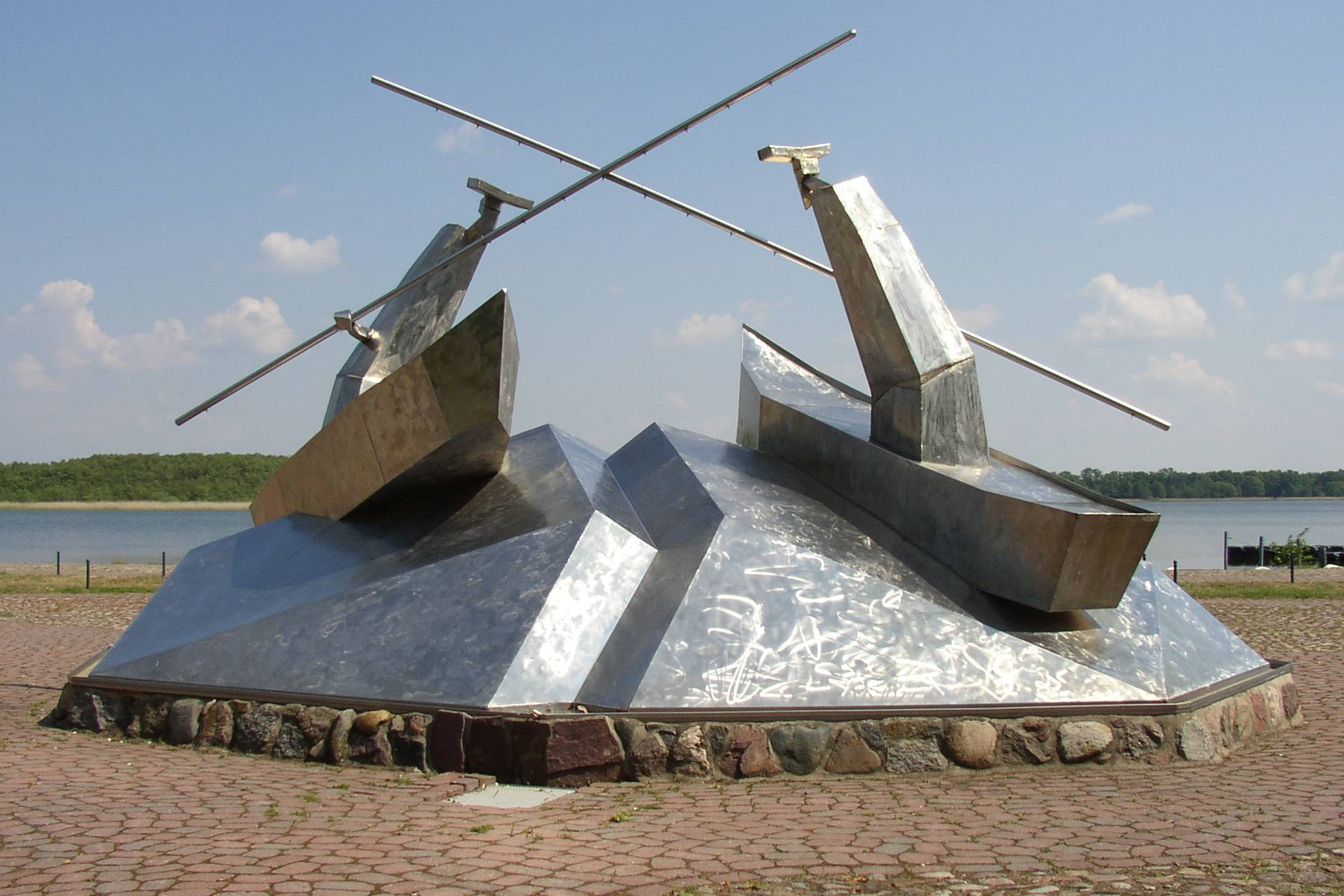
„Seeschlacht“ in Wustrau
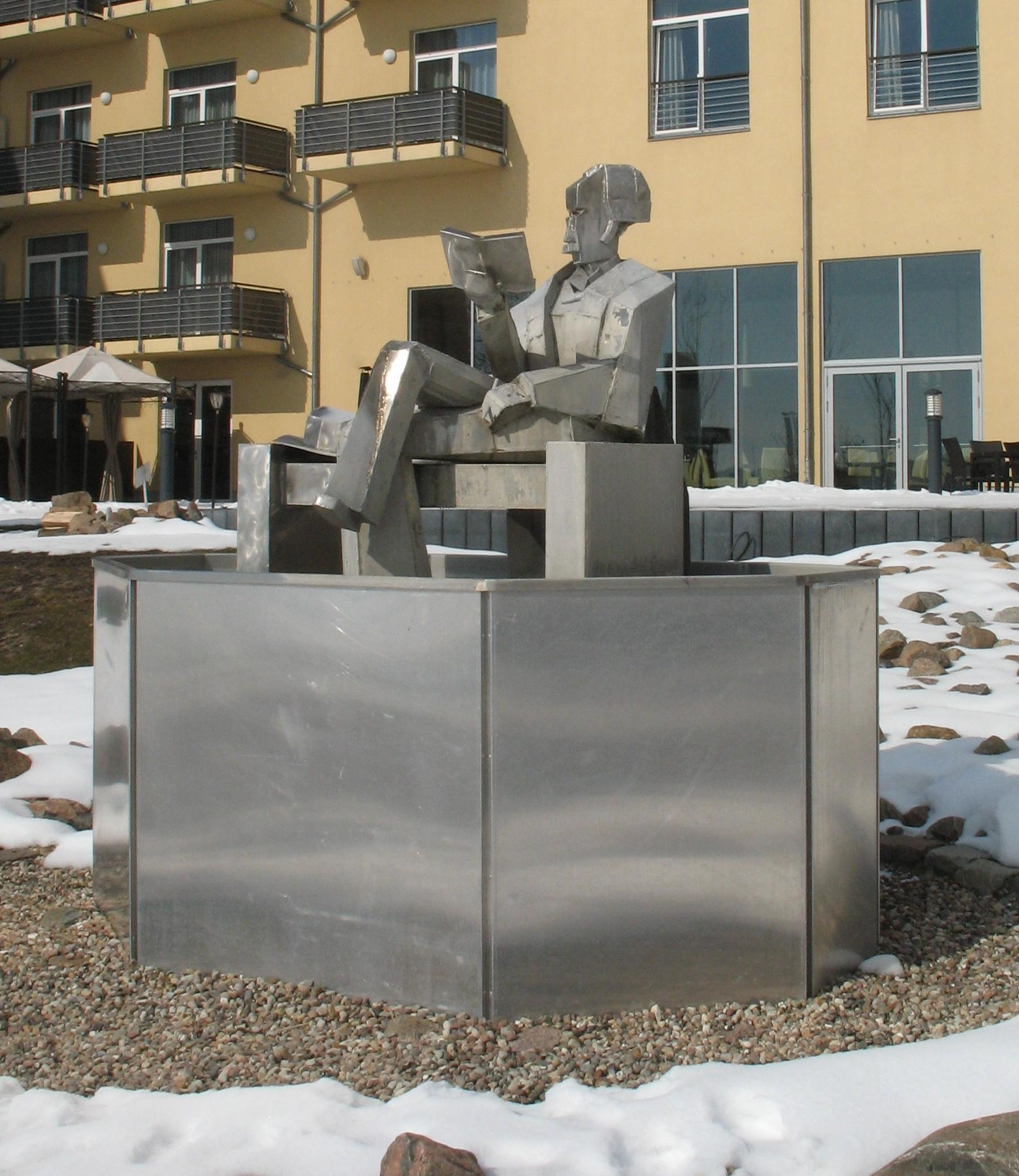
Fontane in Neuruppin
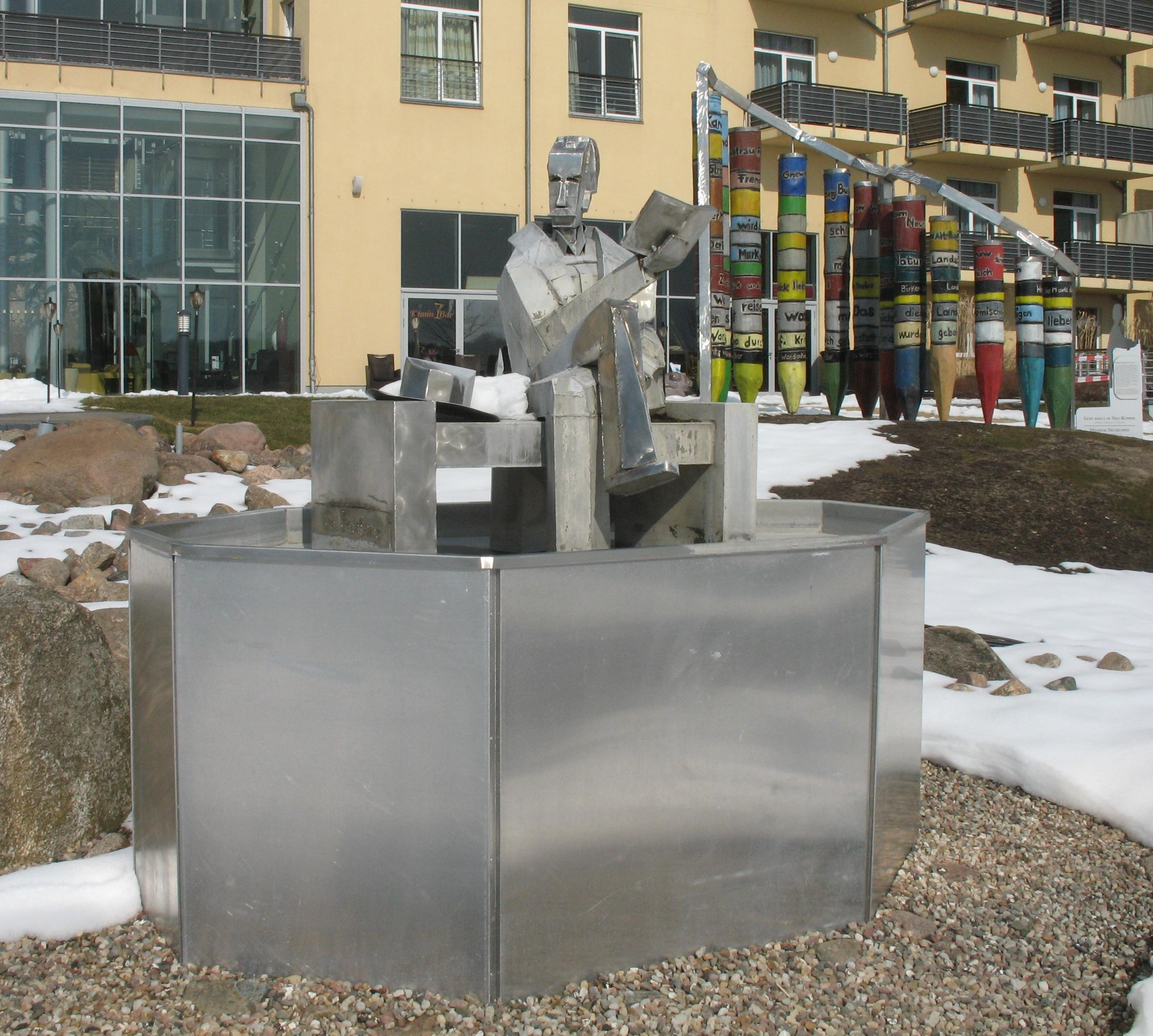
Fontane-Skulptur und „Fontanewortspiel“ in Neuruppin
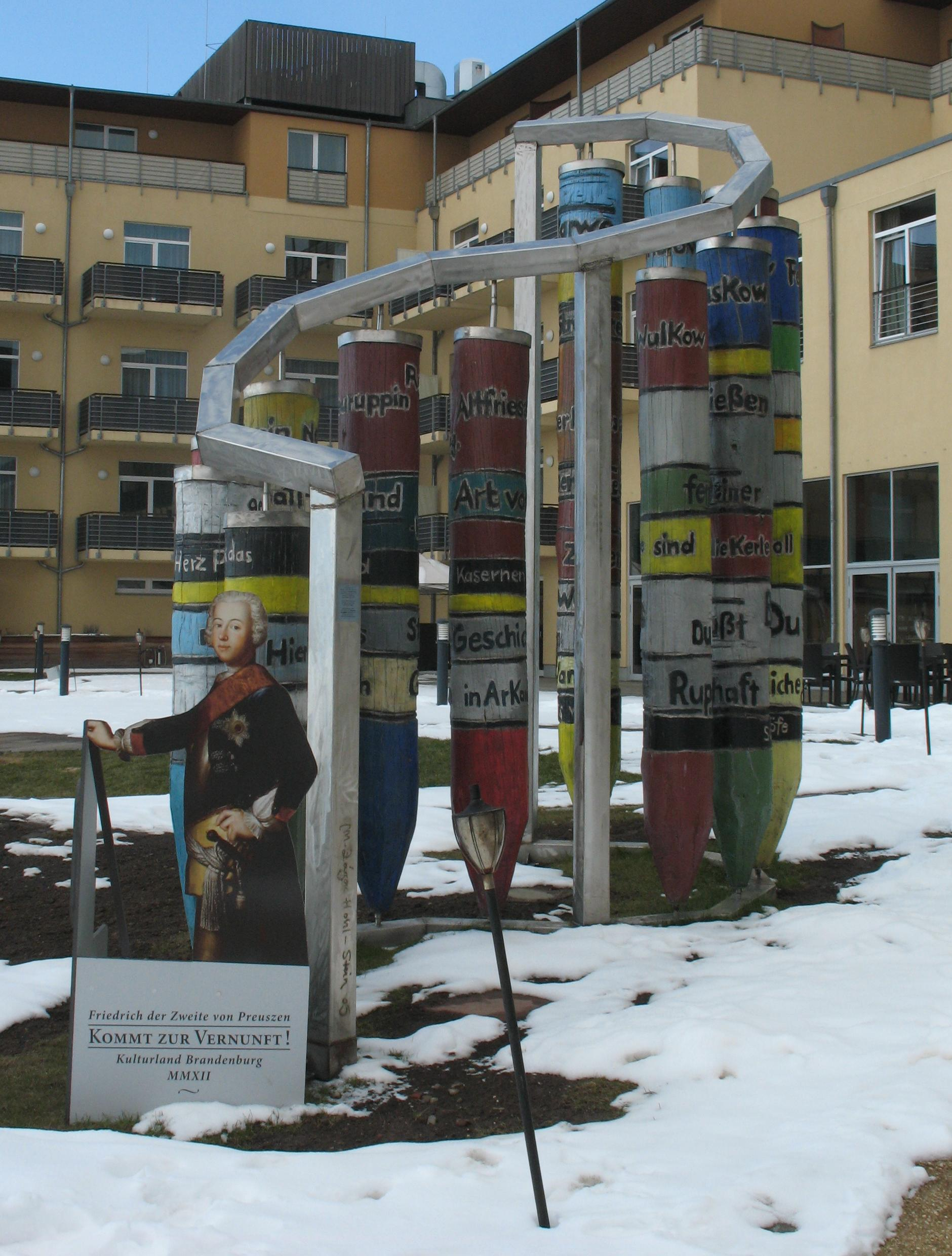
„Fontanewortspiel“ in Neuruppin
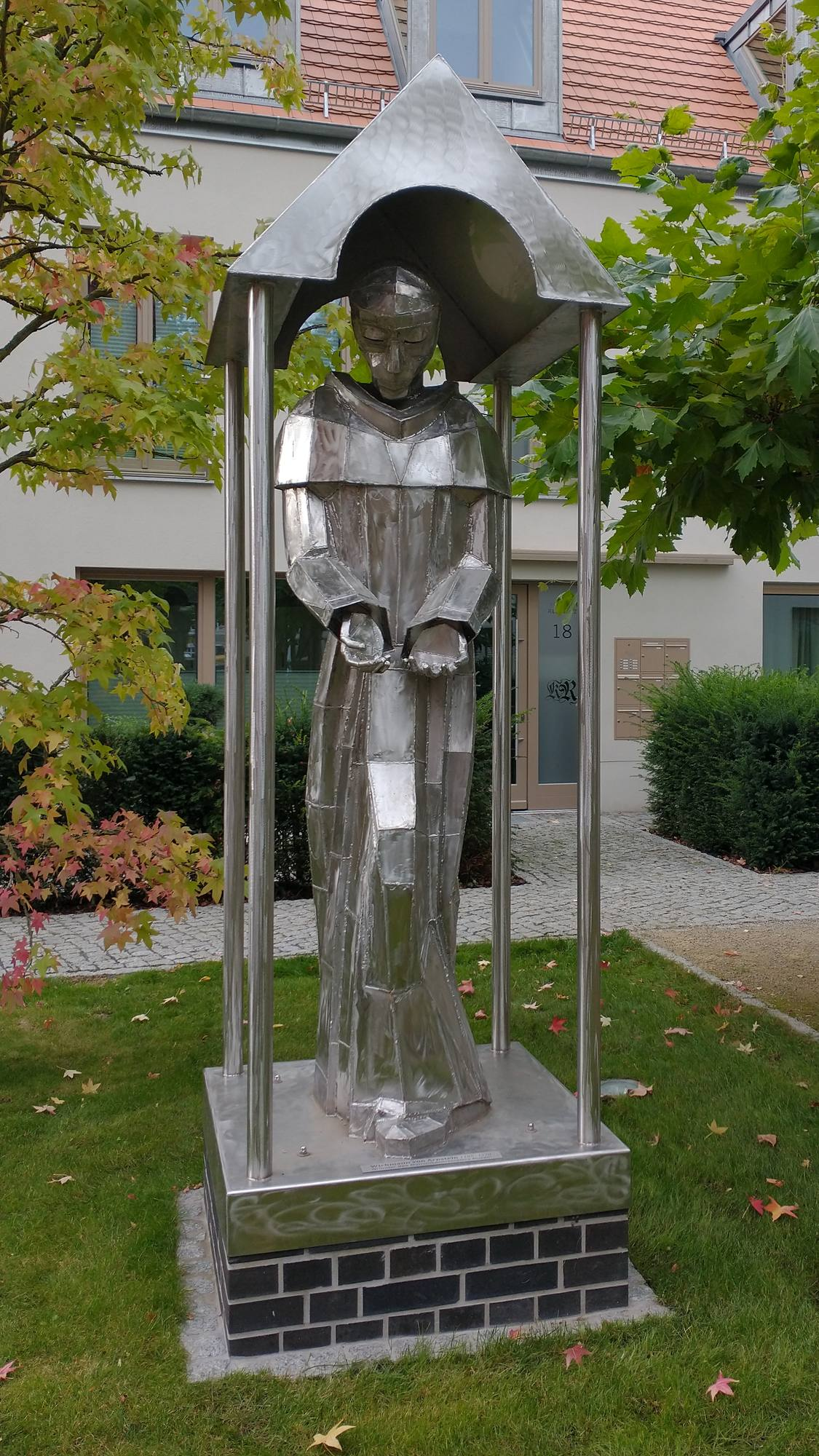
Wichmann von Arnstein (enthüllt am 4. Mai 2019) in Neuruppin
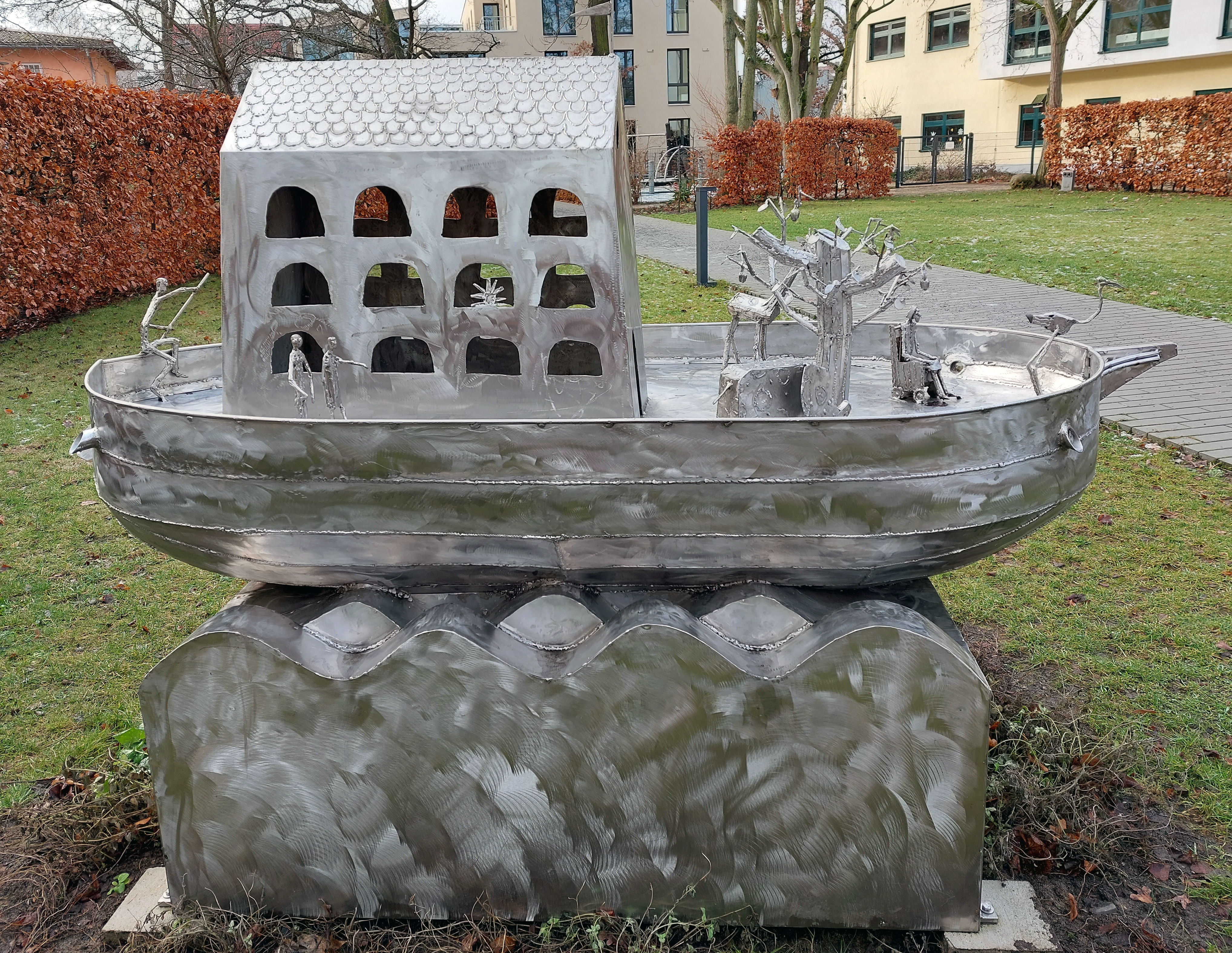
„Arche“, 2021, Berlin-Weißensee